# 1. motorizirana strelska divizija (Nationale Volksarmee)
Za druge 1. divizije glejte 1. divizija.
1. motorizirana strelska divizija (izvirno nemško 1. Motorisierte-Schützen-Division) je bila motorizirana divizija v sestavi Nationale Volksarmee, oboroženih sil Nemške demokratične republike.

## Zgodovina
Divizija je bila ustanovljena 20. decembra 1956 s preimenovanjem 1. mehanizirane divizije; to je bila prva polno-operativna vojaška enota Nemške demokratične republike.

## Organizacija
- Mot.-Schützenregiment 1 Hans Beimler
- Mot.-Schützenregiment 2 Arthur Ladwig
- Mot.-Schützenregiment 3 Paul Hegenbarth
- Panzerregiment 1 Friedrich Wolf
- Artillerieregiment 1 Rudolf Gypner
- Führungsbatterie Chef Raketen/Artillerie 1
- Flak- Raketene Regiment 1 Anton Fischer
- Führungsbatterie Chef Truppenluftabwehr 1
- Raketenabteilung 1 Rudi Arndt
- Geschosswerferabteilung 1 Hermann Rentzsch
- Aufklärungsbatallion 1 Dr. Richard Sorge
- Pionierbatallion 1 Willi Becker
- Panzerjägerabteilung 1
- Nachrichtenbatallion 1 Bodo Uhse
- Batallion Materielle Sicherstellung 1 Georg Handke
- Instandsetzungsbatallion 1 Otto Schliwinski
- Batallion Chemische Abwehr 1 Herbert Kittelmann
- Sanitätsbatallion 1
- Ersatzregiment 1

## Poveljstvo
Poveljnik
- Polkovnik Erich Jäckel (30. april 1956–13. maj 1957)
- Podpolkovnik Horst Stechbarth (15. maj 1957–30. maj 1959)
- Polkovnik Helmut Klebsch (1. junij 1959–15. oktober 1959)
- Polkovnik Leopold Gotthilf (15. oktober 1959–31. avgust 1963)
- Podpolkovnik Walter Krysmann (1. november 1963–31. oktober 1966)
- Polkovnik Horst Skerra (1. november 1966–31. avgust 1969)
- Polkovnik Klaus Winter (1. september 1969–31. avgust 1974)
- Polkovnik Horst Zander (1. september 1974–31. oktober 1978)
- Polkovnik Siegfried Zabelt (1. november 1978–31. oktober 1983)
- Polkovnik Hans-Georg Löffler (1. november 1983–30. september 1986)
- Polkovnik Rolf Bogdanow (1. oktober 1986–31. maj 1988)
- Polkovnik Peter Priemer (1. junij 1988–2. oktober 1990)